# Joseph Schacht
Joseph Schacht (ur. 15 marca 1902 w Raciborzu, zm. 1 sierpnia 1969 w Englewood, New Jersey) – orientalista, znawca prawa muzułmańskiego.
Urodził się w rodzinie katolickiej. Już jako uczeń raciborskiego gimnazjum pobierał nauki hebrajskiego. Studiował we Wrocławiu i Lipsku filologię klasyczną i orientalną, m.in. u Gotthelfa Bergsträssera. W 1925 r. objął swoją pierwszą posadę uniwersytecką na Albert-Ludwigs-Universität we Fryburgu Bryzgowijskim. Dwa lata później został profesorem nadzwyczajnym a w 1929 r. profesorem zwyczajnym języków orientalnych. W 1932 r. otrzymał angaż w Królewcu w Prusach Wschodnich (ob. Królewiec), jednak już w 1934 r. opuścił Niemcy i wyjechał do Kairu, gdzie wykładał na uczelni do 1939 r. Następnie wyjechał do Anglii, gdzie pracował dla BBC. W 1947 r. otrzymał obywatelstwo brytyjskie.
Od 1946 r. wykładał na uniwersytecie w Oksfordzie. W 1954 r. wyjechał do Holandii, gdzie pracował na Uniwersytecie w Lejdzie. W roku akademickim 1957/1958 wyjechał do USA, wykładał na Columbia University, gdzie w 1959 r. uzyskał tytuł profesora zwyczajnego Arabistyki i Islamistyki. W 1969 r. przeszedł na emeryturę.
Najważniejszym wkładem Schachta do badań nad historią wczesnego islamu, jest odkrycie, że dysponując zachowanymi źródłami nie da się udowodnić w sposób naukowy, że hadisy tradycyjnie uważane za pochodzące od proroka Mahometa, rzeczywiście powstały za jego życia. Prawdopodobnie w pierwszych wiekach islamu istniały autorytety ważniejsze od proroka Mahometa. W Polsce pogląd ten podziela J. Danecki. Wyniki swoich badań opublikował w "Origins of Muhammadan Jurisprudence" (1950) "The Legacy of Islam", "An Introduction to Islamic Law" (1964). Jest również autorem haseł do "Encyclopaedia of Islam".